# Agama mwanzae
Agama mwanzaeは、タンザニア、ルワンダ、ケニヤで見られるイグアナ下目アガマ科アガマ属のトカゲである。
半砂漠に生息し、岩や残丘の上で日光浴をしている姿がしばしば見られる。オスの頭、首、肩は明るい赤色か紫色、白色で、体は暗い青色である。メスはほぼ茶色で、アガマ科の他の種と見分けるのは難しい。しばしばニジトカゲ (Agama agama) と混同される。
この種は、全体の色がスパイダーマンと似ているために、ペットとして人気がある。